# Barum (powiat Lüneburg)
Barum – miejscowość i gmina położona w niemieckim kraju związkowym Dolna Saksonia, w powiecie Lüneburg. Należy do gminy zbiorowej (niem. Samtgemeinde) Bardowick.

## Położenie geograficzne
Barum leży ok. 11 km na północ od Lüneburga i 15 km na wschód od Winsen (Luhe).
Od wschodu sąsiaduje z gminą Brietlingen z gminy zbiorowej Scharnebeck, od południowego zachodu z gminą Wittorf, od zachodu z gminą  Handorf i gminą Marschacht z gminy zbiorowej Elbmarsch z powiatu Harburg i od północy z gminą Tespe również z gminy zbiorowej Elbmarsch. Teren gminy ograniczony jest od północy rzeką Neetze, nad którą leży Barum i od południa rzeką Ilmenau. Przez gminę przebiega także kanał Neetzekanal. Neetze rozszerza się koło Barum na tyle, że jest tu nazywane Jeziorem Barumskim  (niem.Barumer See).

## Dzielnice gminy
W skład gminy Barum wchodzą następujące dzielnice: Horburg i St. Dionys.

## Komunikacja
Barum znajduje się ok. 3 km od drogi krajowej B209 w Brietlingen i 5 km od drogi krajowej B404 w Handorfie. Do autostrady A39 na węźle Handorf jest ok. 7 km.